# Výškovice (Vimperk)
Výškovice (německy Wischkowitz) jsou malá vesnice, část města Vimperk v okrese Prachatice v Jihočeském kraji. Nachází se asi čtyři kilometry severně od Vimperka. Výškovice leží v katastrálním území Výškovice u Vimperka o rozloze 6,22 km². V katastrálním území Výškovice u Vimperka leží i Sudslavice, Vnarovy a Paříž. Ve vesnici se nachází kaple, požární zbrojnice a památník padlých v první světové válce.

## Historie
První písemná zmínka o vesnici pochází z roku 1314.

## Přírodní poměry
Do severovýchodní části katastrálního území zasahuje přírodní rezervace Opolenec.

## Obyvatelstvo
| Rok            | 1869 | 1880 | 1890 | 1900 | 1910 | 1921 | 1930 | 1950 | 1961 | 1970 | 1980 | 1991 | 2001 | 2011 | 2021 |
| -------------- | ---- | ---- | ---- | ---- | ---- | ---- | ---- | ---- | ---- | ---- | ---- | ---- | ---- | ---- | ---- |
| Počet obyvatel | 151  | 145  | 154  | 150  | 149  | 148  | 144  | 104  | 87   | 98   | 72   | 55   | 71   | 77   | 60   |
| Počet domů     | 20   | 21   | 22   | 21   | 22   | 23   | 25   | 25   | 58   | 24   | 23   | 20   | 30   | 31   | 33   |

## Obecní správa
Při sčítání lidu v letech 1850–1879 Výškovice byly osadou obce Hrabice v okrese Prachatice. V letech 1880–1963 byly samostatnou obcí, se kterým patřily nejprve do okresu Prachatice, ale v roce 1950 v okrese Vimperk. Od roku 1964 jsou částí města Vimperk v okrese Prachatice. V letech 1880–1963 k obci patřily Sudslavice a Vnarovy.

## Fotogalerie

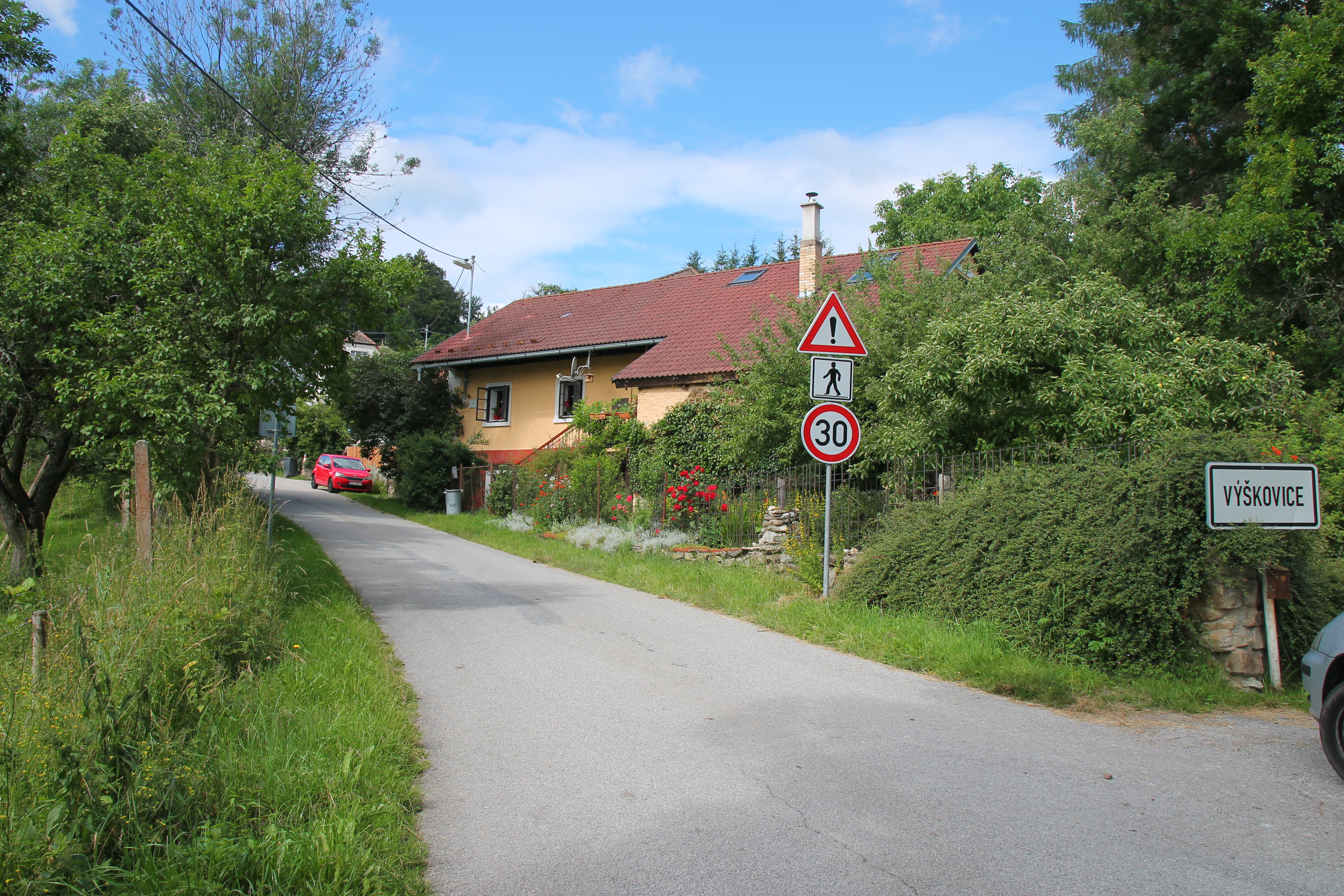
Vjezd do vesnice od Sudslavic
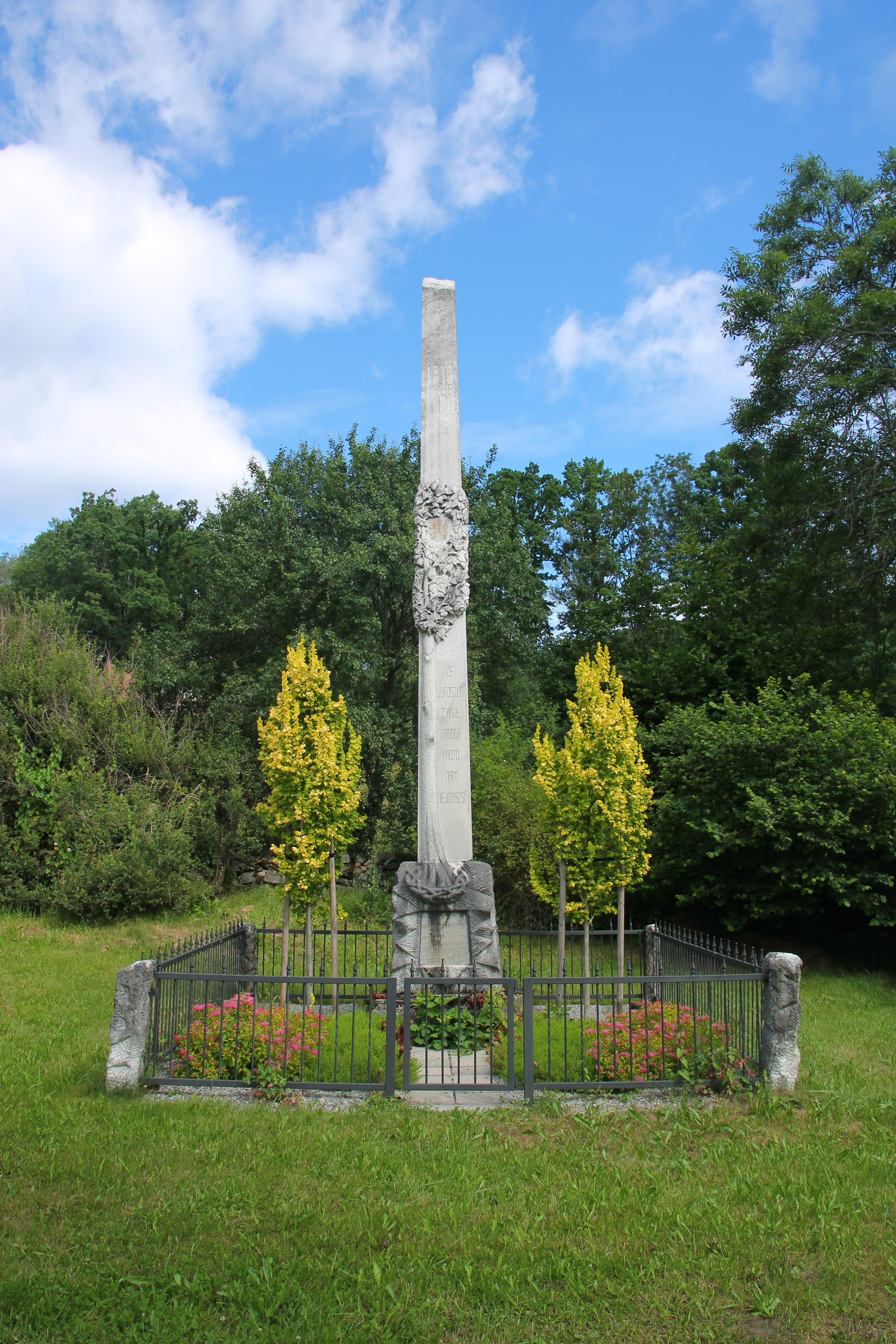
Památník padlých
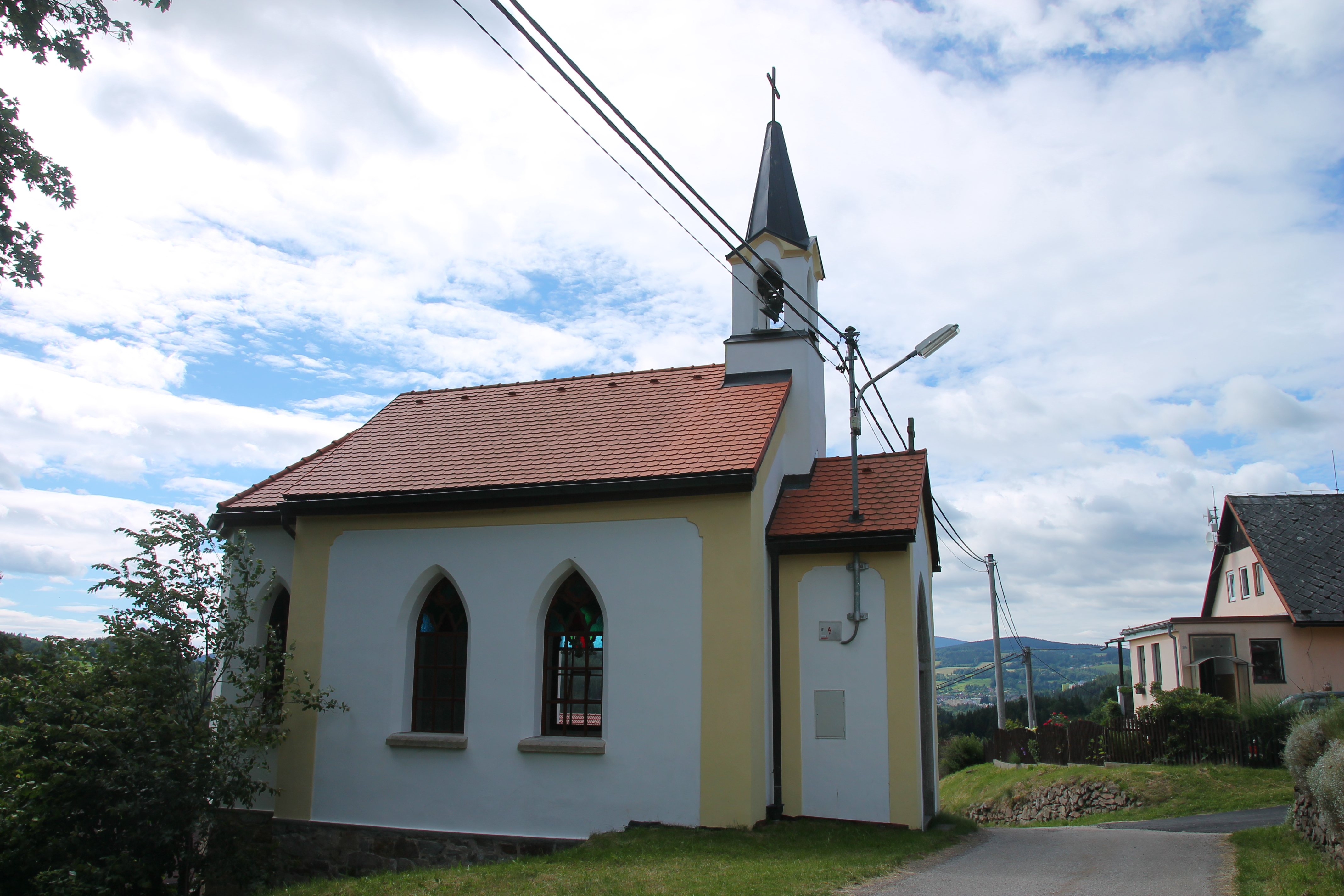
Kaple ve vesnici
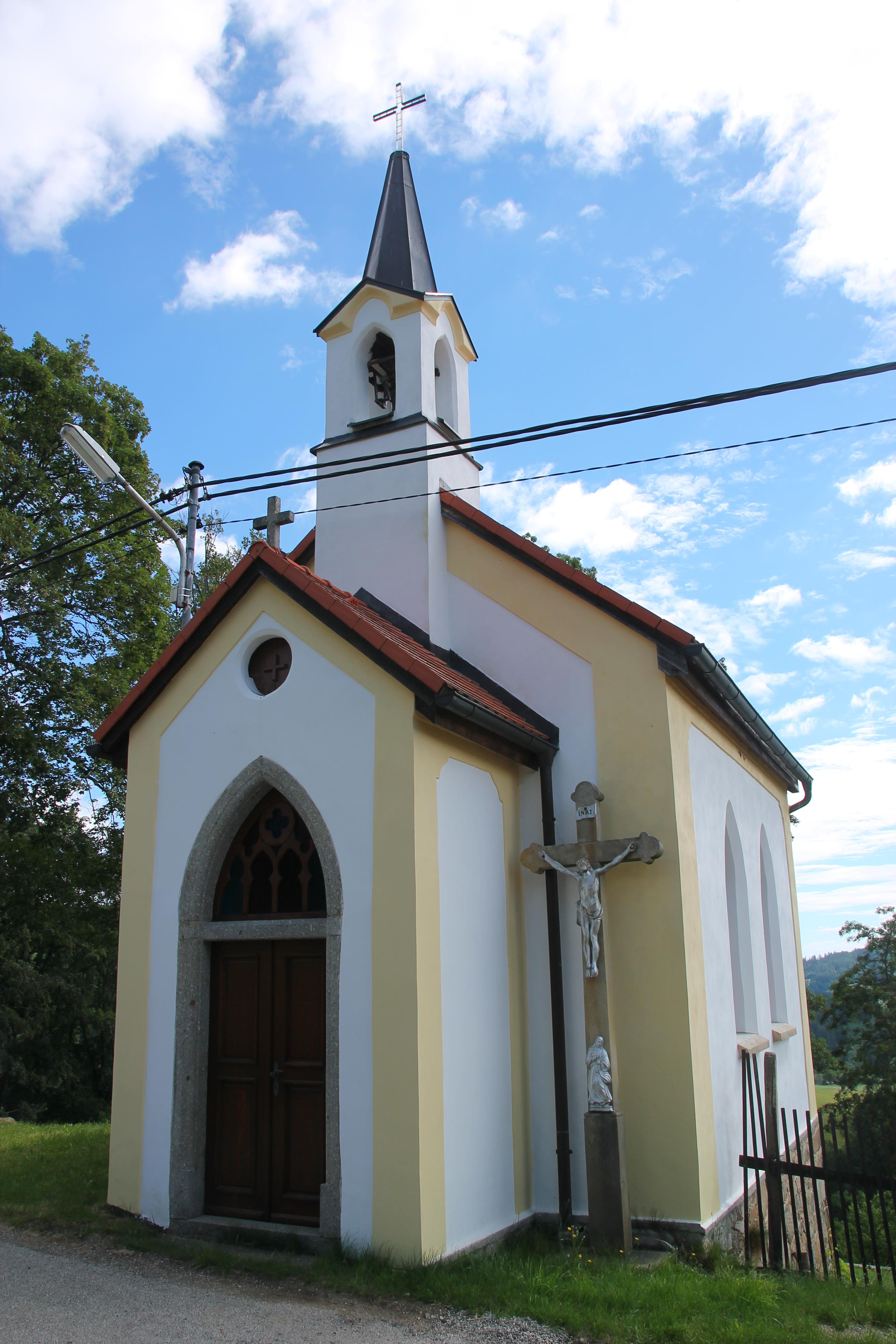
Kaple ve vesnici
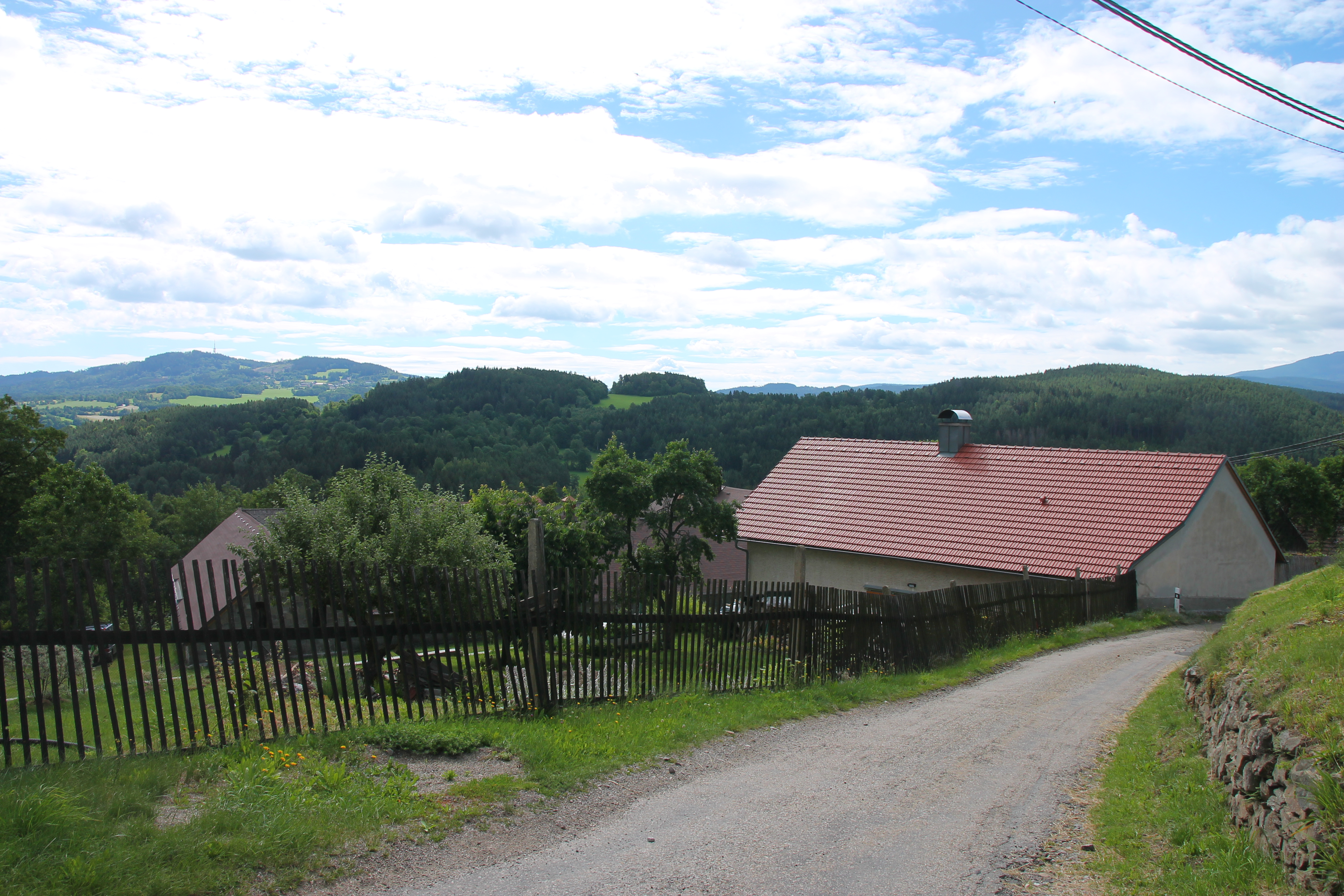
Chalupy ve vesnici
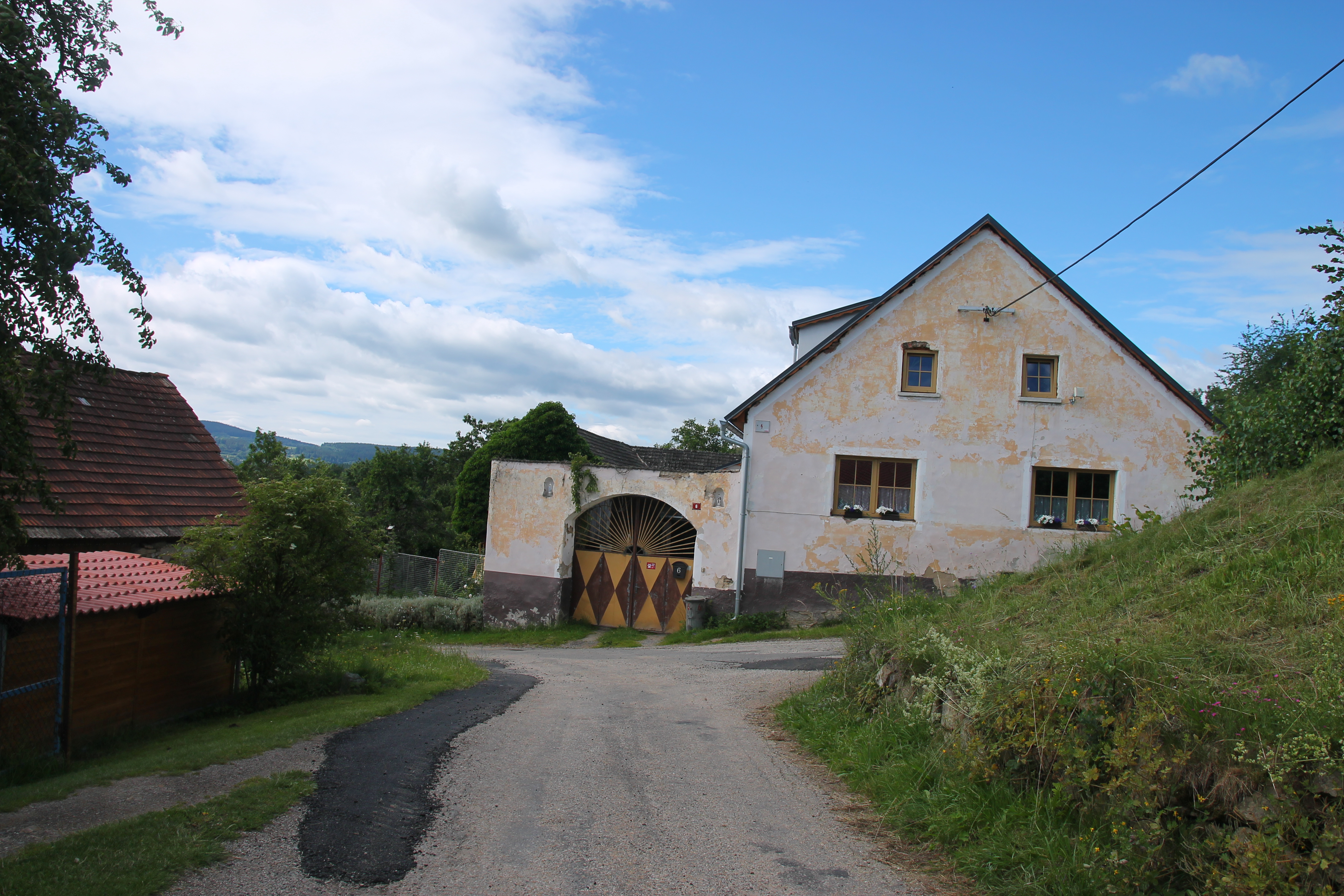
Chalupy ve vesnici
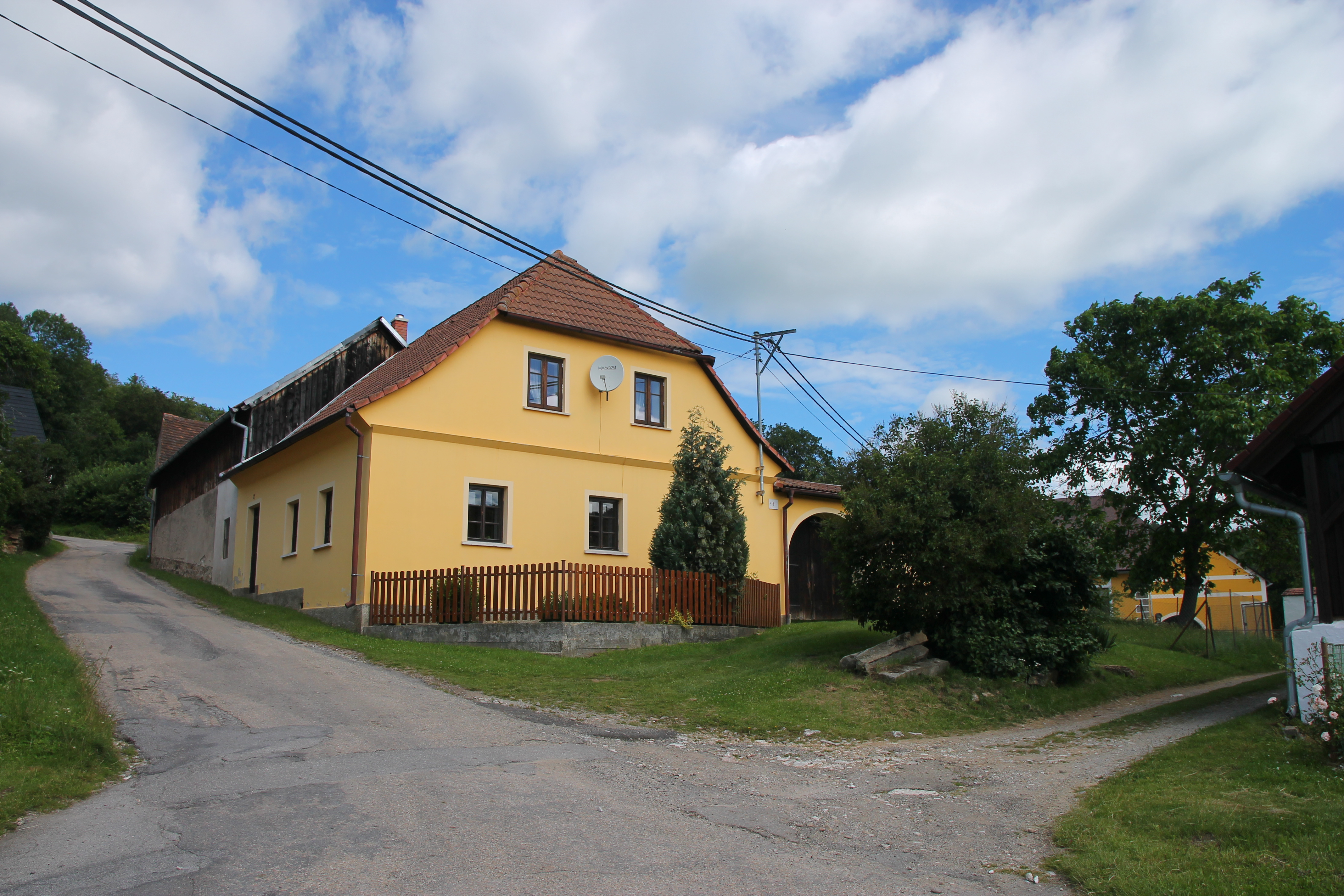
Chalupy ve vesnici
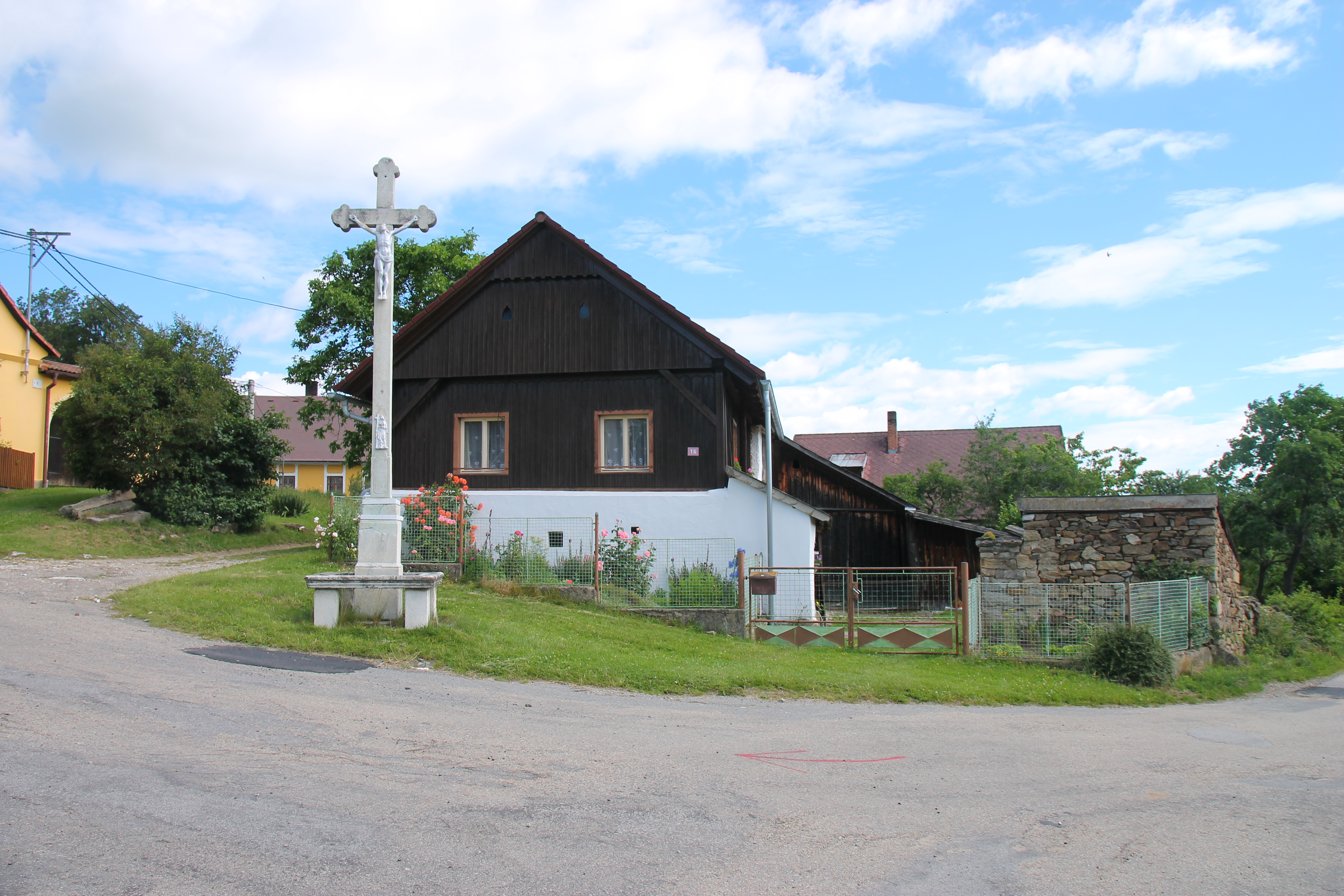
Chalupy ve vesnici
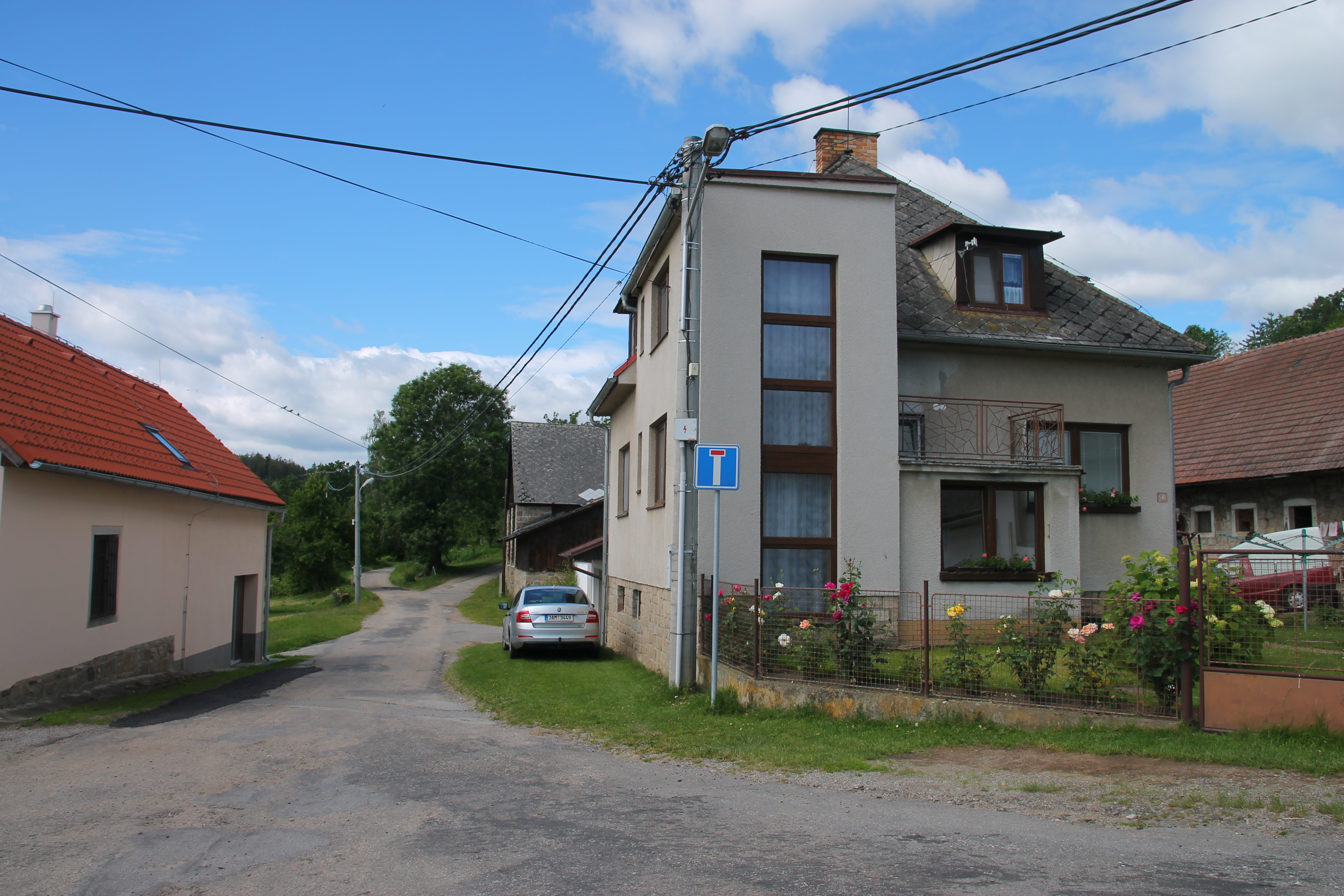
Chalupy ve vesnici
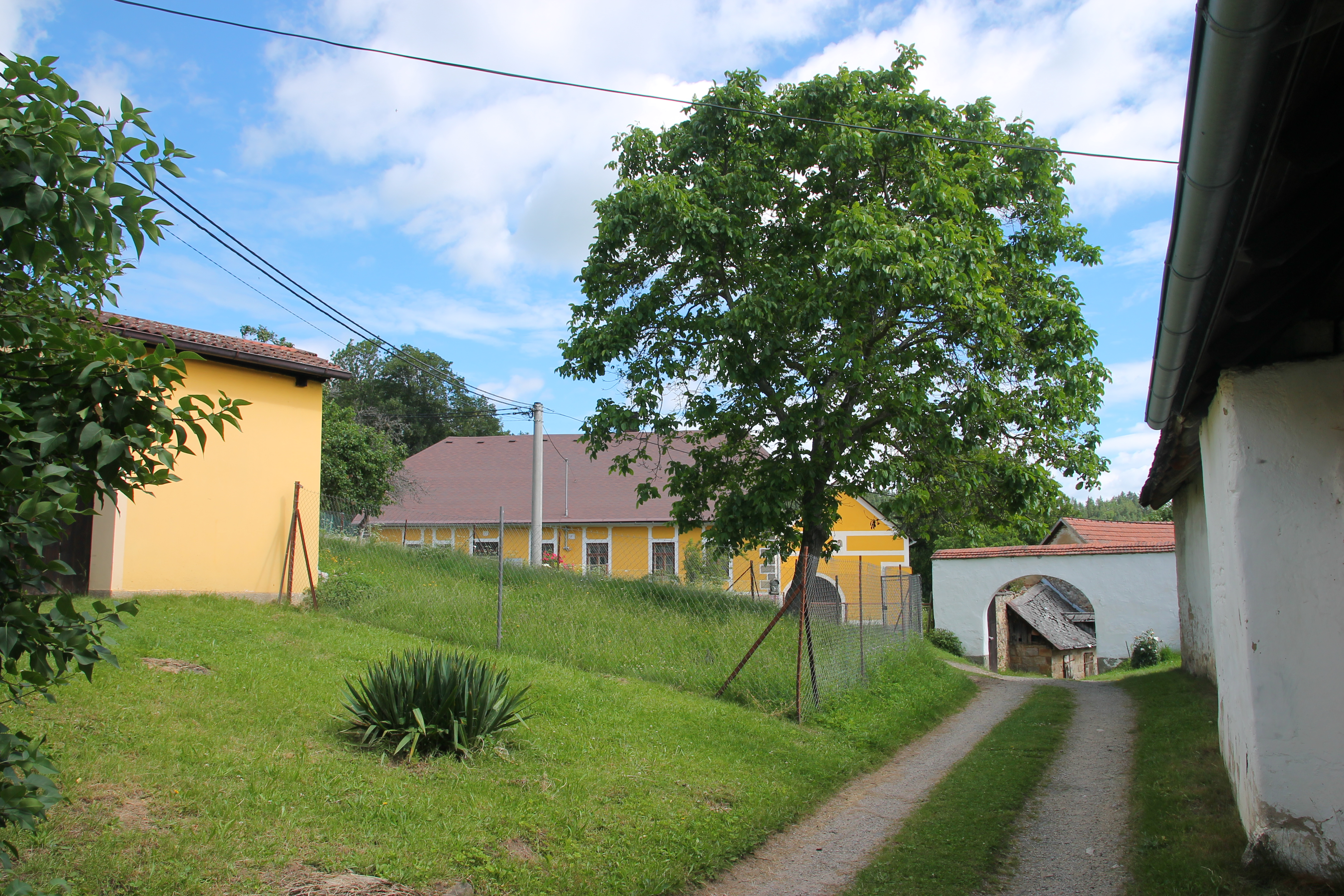
Chalupy ve vesnici
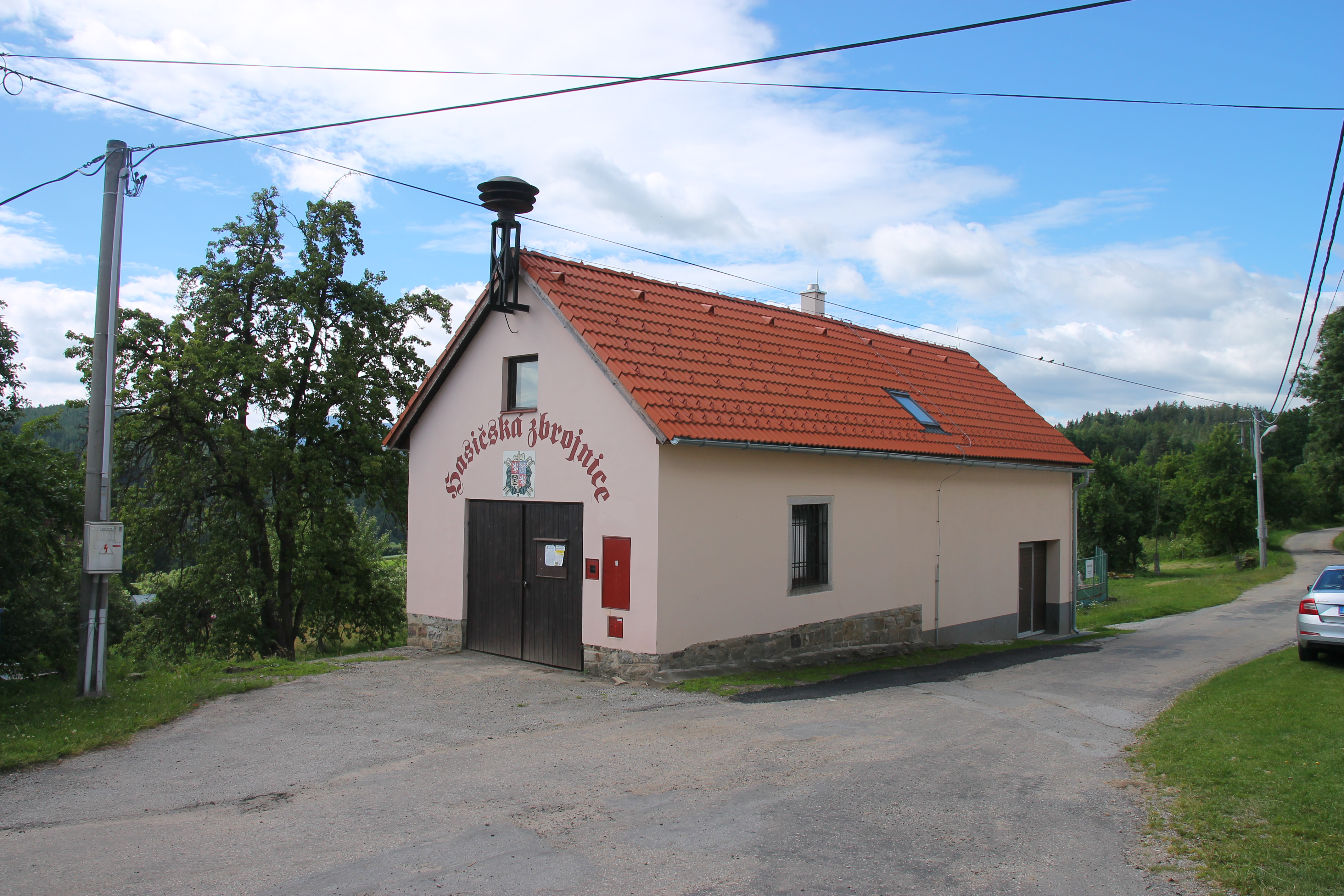
Požární zbrojnice na návsi
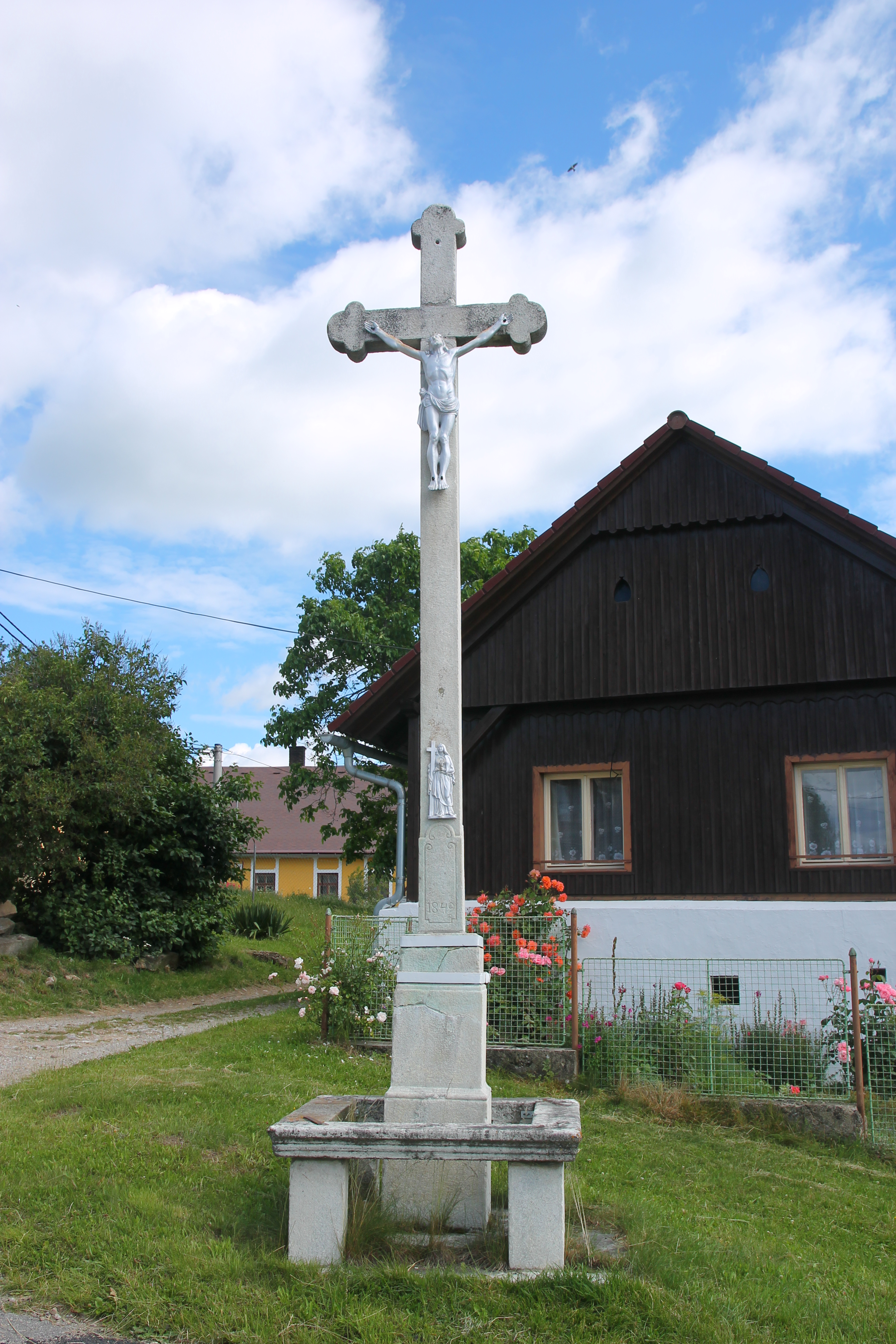
Kříž na návsi
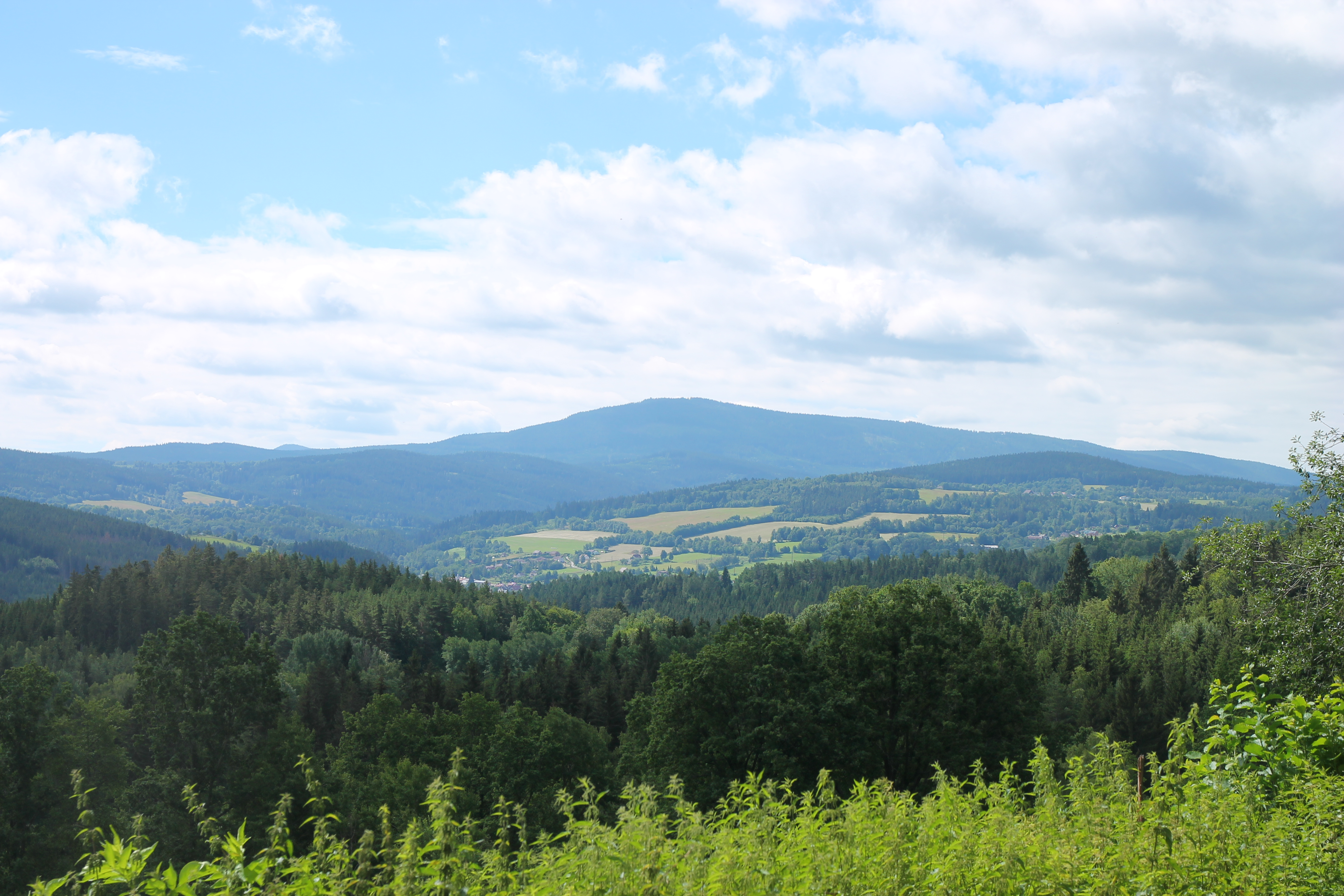
Výhled na Boubín od Výškovic
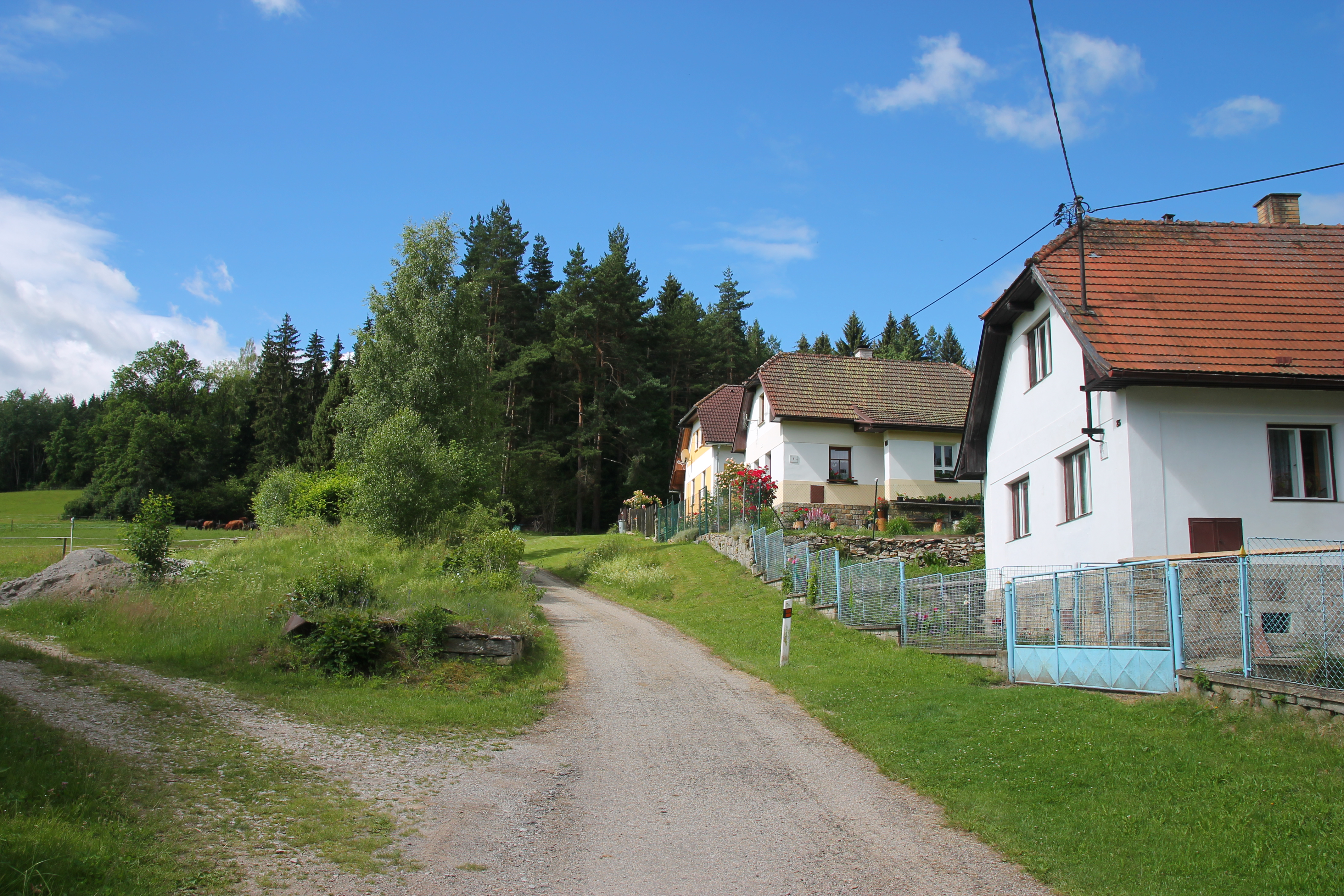
Paříž
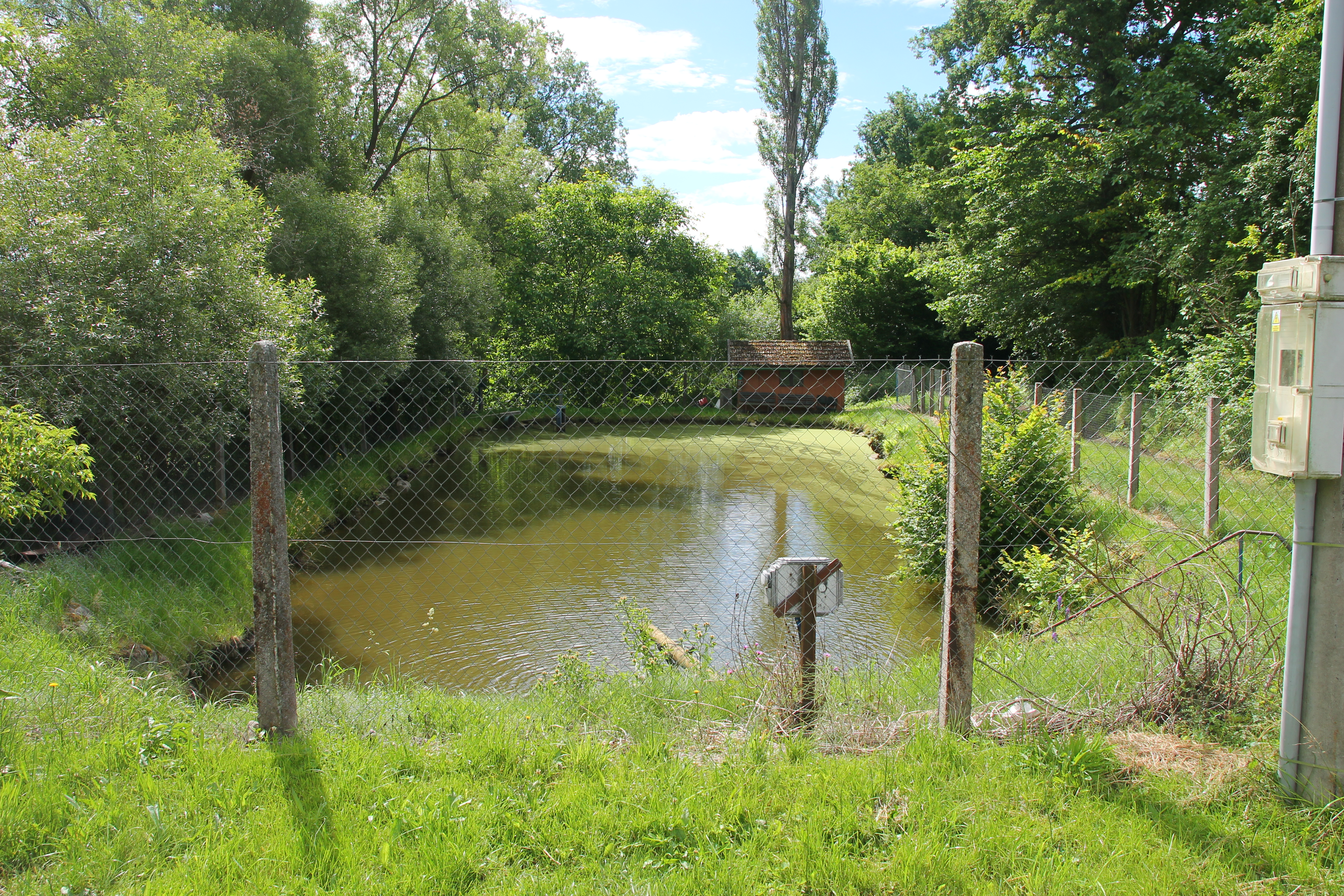
Paříž
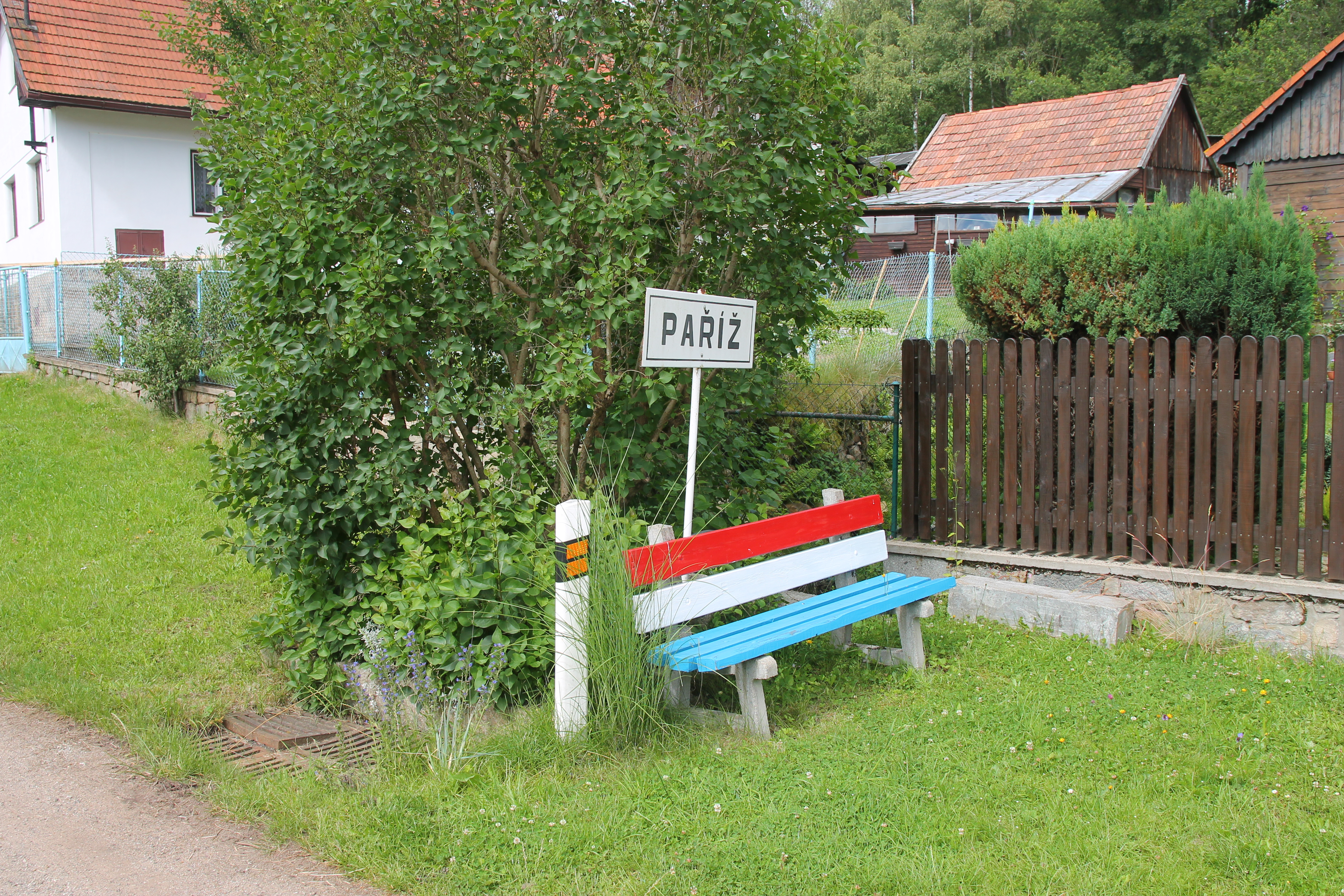
Paříž